# 李昱鴻
李昱鴻（1993年2月22日—）旅日棒球選手，曾經效力過日本職棒讀賣巨人。是台灣第2位應屆國中畢業生加入日本職棒，另一名為林羿豪。在日本職棒登錄名：李イー鴻。

## 經歷
擅長曲球，球速最快達144公里，2007年參加小馬聯盟亞洲盃錦標賽時就已經被日本職棒讀賣巨人隊注意到。
2008年6月從台中市西苑高中棒球隊國中部畢業。從7月2日開始擔任讀賣巨人隊練習生。
8月1日以簽約金1000萬、年薪240萬日幣條件，正式和讀賣巨人簽下育成選手合約育成選手契約。
2011年10月22日被讀賣巨人宣告「戰力外」，如果沒有其他球團願意吸收，預料將回台灣繼續求學。

## 外部連結
- 李昱鴻在台灣棒球維基館上的頁面（繁體中文）